# Kościół św. Józefa w Krakowie (Podgórze)
Kościół św. Józefa – zabytkowy rzymskokatolicki kościół parafialny znajdujący się w Krakowie, w dzielnicy XIII Podgórze przy ul. J. Zamoyskiego 2, w Podgórzu.
Kościół jest sanktuarium św. Józefa Mężnego Opiekuna Rodzin.

## Pierwszy kościół św. Józefa w Podgórzu
Pierwszy kościół parafialny pod wezwaniem św. Józefa został wybudowany przy Rynku Podgórskim według projektu Franciszka Brotschneidera przy współpracy z Franciszkiem Ripperem i Franciszkiem von Pierretem. Budowa trwała do 1833 roku, kiedy świątynia została poświęcona. W 1879 roku dobudowano jeszcze wolnostojącą wieżę. Pod koniec XIX wieku kościół był zbyt mały dla liczącej ponad 17 tys. wiernych parafii. Pogarszał się też stan techniczny świątyni. W związku z tym w 1905 roku  kościół został rozebrany, na jego miejscu wybudowano nowy budynek kościoła, także pod wezwaniem św. Józefa, według projektu Jana Sas-Zubrzyckiego.
Kościół był wybudowany w stylu klasycystycznym. Fasadę wieńczyło proste belkowanie z trójkątnym przyczółkiem, dwustopniowa attyka i wysoka kwadratowa wieża. Wejście ozdobione było portalem z dwoma półkolumnami doryckimi.

Wnętrze stanowił przedsionek i szersza nawa zakończona półkolistą apsydą. Główny ołtarz z czarnego „marmuru” dębnickiego i ambona pochodziły ze zburzonego kościoła Wszystkich Świętych w Krakowie. Zostały one zakupione w drodze licytacji w 1834 roku.
Po wyburzeniu kościoła oryginalny krzyż z wieży został przeniesiony przed kościół św. Benedykta i pozostaje tam obecnie (2024). Z pierwszej świątyni zachowało się także część drewnianych ławek, które znajdują się w obecnym kościele św. Józefa.

## Drugi kościół św. Józefa w Podgórzu

### Historia
Nowy kościół został zbudowany w latach 1905–1909 według projektu Jana Sas-Zubrzyckiego, zgodnie z wzorcami architektury neogotyckiej, w miejscu dawnej klasycystycznej świątyni. 13 maja 1905 roku poświęcono kamień węgielny przez proboszcza podgórskiego Antoniego Gruszeckiego, a 24 października 1909 kościół konsekrowano przez biskupa Anatola Nowaka.
W 1999 roku decyzją ówczesnego proboszcza ks. Franciszka Kołacza, kościół poddano renowacji. Odnowiono ołtarz główny, ołtarze boczne, ambonę oraz organy. Przywrócono pierwotną kolorystykę, która została zatracona podczas renowacji w czasach ks. proboszcza Franciszka Mirka, kiedy zmieniono barwy na czerwono-niebieskie. Obecnie kościół ma biało-szare barwy, co przywróciło mu jego dawny charakter.

### Architektura
Budowla neogotycka, trójnawowa z transeptem i ambitem wokół prezbiterium oraz kaplicami przy nawach bocznych i ambicie. Wieża wzorowana na wieży Kościoła Mariackiego w Krakowie. Sylwetka kościoła została świadomie wyeksponowana nad architekturą Rynku.

## Wnętrze i wyposażenie
Wnętrze kościoła, ukształtowane zostało na podobieństwo gotyckiej katedry w wersji tzw. gotyku nadwiślańskiego. Wypełnione jest licznymi ołtarzami, ławkami i innymi elementami w większości wykonanymi w drewnie.
W okresie powojennym zmieniono położenie niektórych ołtarzy oraz ambony, zamurowano arkady pomiędzy ambitem
prezbiterialnym a dawną kaplicą Serca Jezusowego (obecnie Matki Boskiej Nieustającej Pomocy i Wiecznej Adoracji). Jako pierwsze powstały ołtarze: główny (w prezbiterium) oraz Zwiastowania (dawniej w prawym ramieniu transeptu). Prace przy nich trwały w latach 1908–1909.
Ołtarz główny był pierwotnie zintegrowany kompozycyjnie z absydą prezbiterialną, otwierającą się ostrołukowymi arkadami na obejście i nie miał nastawy. Składał się wyłącznie z mensy i stojących na niej: tabernakulum oraz figury św. Józefa. Zarówno mensa ołtarza głównego, jak i tabernakulum są jedynymi źródłowo potwierdzonymi dziełami Sas-Zubrzyckiego we wnętrzu kościoła. Zaprojektowaną przez niego mensę wykonał podgórski kamieniarz Bodnicki, natomiast tabernakulum – jak głosi umieszczony na nim napis: wymyślone przez Jana Sasa-Zubrzyckiego – Piotr Seip w 1909 roku. Całości dopełniła figura św. Józefa, dłuta krakowskiego rzeźbiarza Zygmunta Langmana. Monstrancja ks. Niemczyńskiego pochodzi z pracowni krakowskiego złotnika Piotra Seipa.
Jednocześnie z ołtarzem głównym w zachodnim (prawym) ramieniu transeptu stanął ołtarz Zwiastowania NMP. W przeciwieństwie do ołtarza głównego uzyskał on rozbudowaną i dużych rozmiarów nastawę (obecnie stojącą w ołtarzu głównym). Jest ona dziełem krakowskich rzeźbiarzy-rzemieślników Wita Wisza, Maksymiliana Krzyka i Jana Józefa Góreckiego. Z tymi trzema postaciami związane są także inne elementy ruchomego wyposażenia kościoła: ambona z 1910 roku, ołtarze boczne z lat 1910–1911 Matki Boskiej Nieustającej Pomocy i św. Antoniego. Wit Wisz i Maksymilian Krzyk są ponadto wymieniani w archiwaliach jako autorzy ołtarza Matki Boskiej Częstochowskiej w kaplicy przy nawie bocznej. W 1917 roku powstał ołtarz św. Wincentego Ferreriusza w kaplicy przy prawej nawie bocznej. W kaplicy Adoracji ustawiono neogotycki ołtarz Najświętszego Serca Jezusowego, zakupiony od oo. Franciszkanów z Krakowa.

### Organy
Kościół po wybudowaniu nie miał organów. Posługiwano się fisharmonią ufundowaną przez Szczepana Kaczmarskiego. W 1920 roku proboszcz Józef Niemczyński zawiązał Komitet Obywatelski, aby zebrać pieniądze na nowe organy. Zebrano 70 000 koron, lecz wojna polsko-bolszewicka przerwała zbiórkę. W 1921 powiększono Komitet i zebrano resztę pieniędzy. Warszawska firma A.Homann zaproponowała Komitetowi organy „w stylu gotyckim, zamówione do Baku na Kaukazie przez Rylskiego, do kościoła zbudowanego tam przez Polaków pracujących w kopalniach nafty”, które z powodu wojny nie zostały odebrane. Koszt wynióśł 7 500 000 Mkp.
16 kwietnia 1922 poświęcono organy, wmurowując równocześnie w ścianę kościoła tablicę, że parafianie „z własnych funduszów ufundowali ten organ na chwałę Boga i na pamiątkę zmartwychwstania Polski”.

### Ambona
Na skrzyżowaniu transeptu i prezbiterium, po stronie lewej usytuowana jest neogotycka ambona z drewna dębowego, wsparta na słupie, wykonana w 1910 r. przez rzeźbiarzy snycerzy Wita Wisza, Maksymiliana Krzyka i Jana Józefa Gureckiego. Ambona ta jest repliką kazalnicy z Kościoła Mariackiego w Krakowie, autorstwa Wisza.
Ośmioboczny korpus ambony ozdobiony jest figurami ewangelistów i doktorów kościoła pod małymi baldachimami.
Pod korpusem wśród liści akantu atrybuty ewangelistów oraz personifikacje Wiary Nadziei i Miłości.
W zaplecku widnieje polichromowana płaskorzeźba przedstawiająca Jezusa jako Dobrego Pasterza, z ostrołukowym obramieniem, po bokach ornament z motywem delfinów – symboli zmartwychwstania.
Baldachim z bogatą dekoracją rzeźbiarską, w błękitnym podniebiu rzeźbą Ducha Świętego pod postacią gołębicy.
Na mównicę wiodą kręcone ażurowe schodki. Na płycinach schodów płaskorzeźbione wyobrażenia siedmiu grzechów głównych pod postaciami zwierząt.
- żółw – lenistwo;
- pies i kot – gniew;
- ryba pożerająca mniejszą – Łakomstwo;
- smok – chciwość;
- dwie małpy – nieczystość;
- wąż trzymający w paszczy jabłko – zazdrość;
- paw – pycha[13][16].

W czasie budowy tego kościoła odkryto jaskinię ze śladami prac alchemicznych, która według badaczy zawierała pozostałości prac mistrza Twardowskiego, czyli historycznego alchemika króla Zygmunta Augusta – Niemca Laurentiusa Dhura (z łac. Durentiusa).

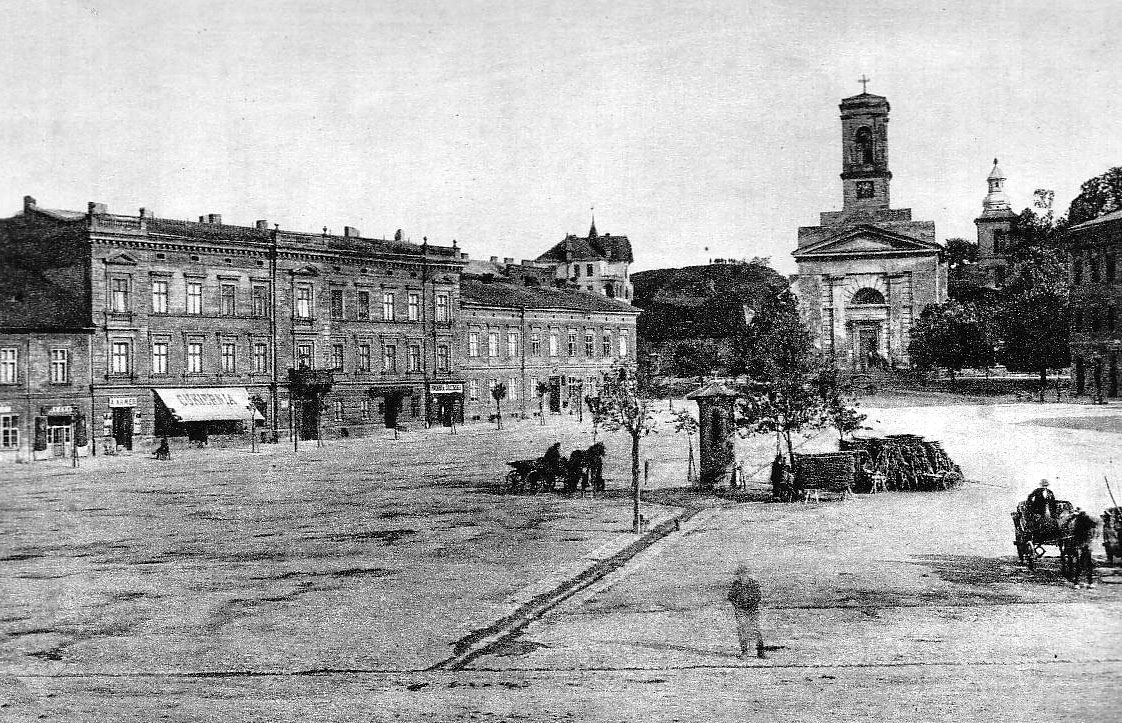
Poprzedni kościół św. Józefa, koniec XIX wieku
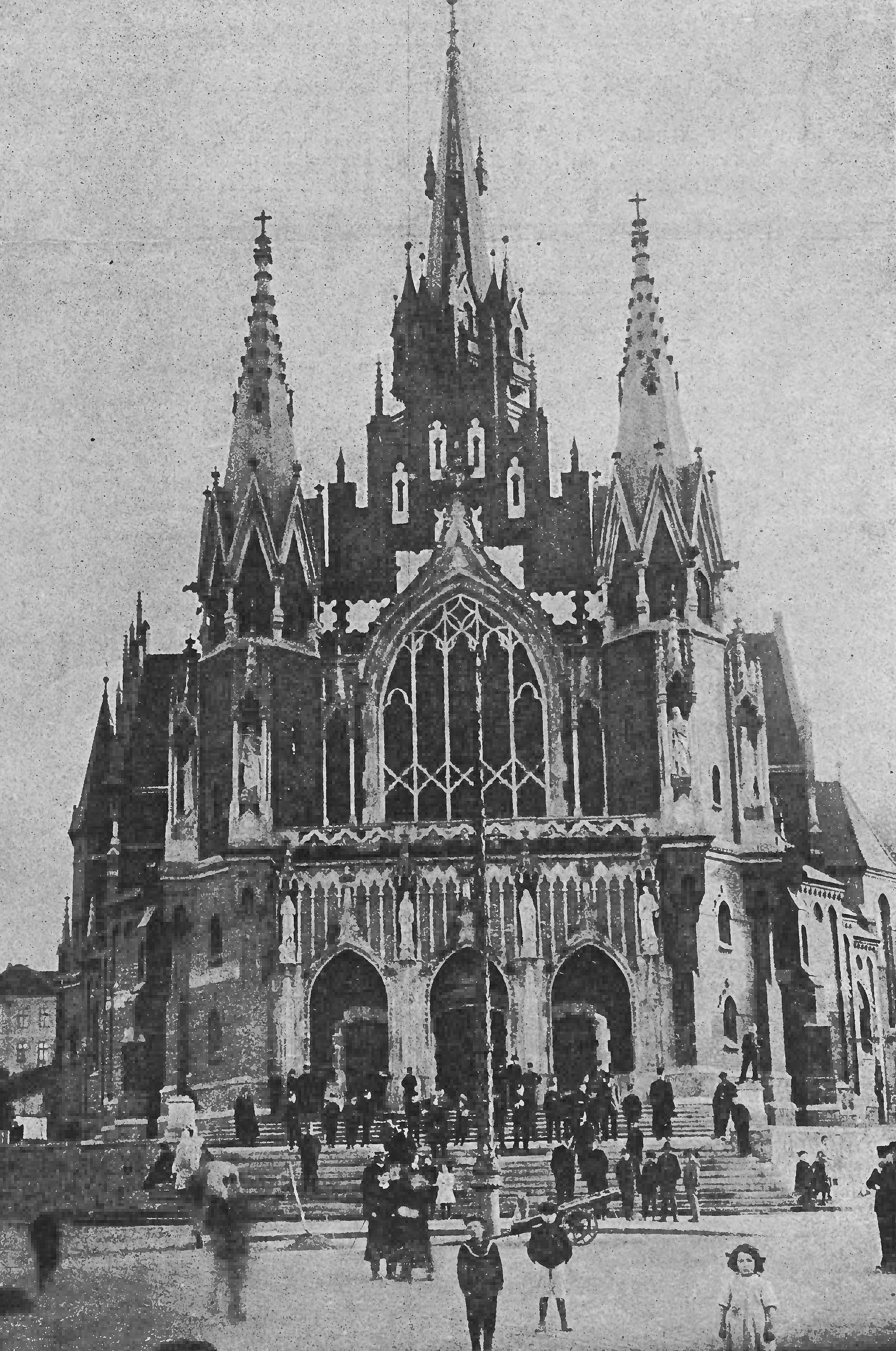
Kościół w czasie konsekracji (1909)
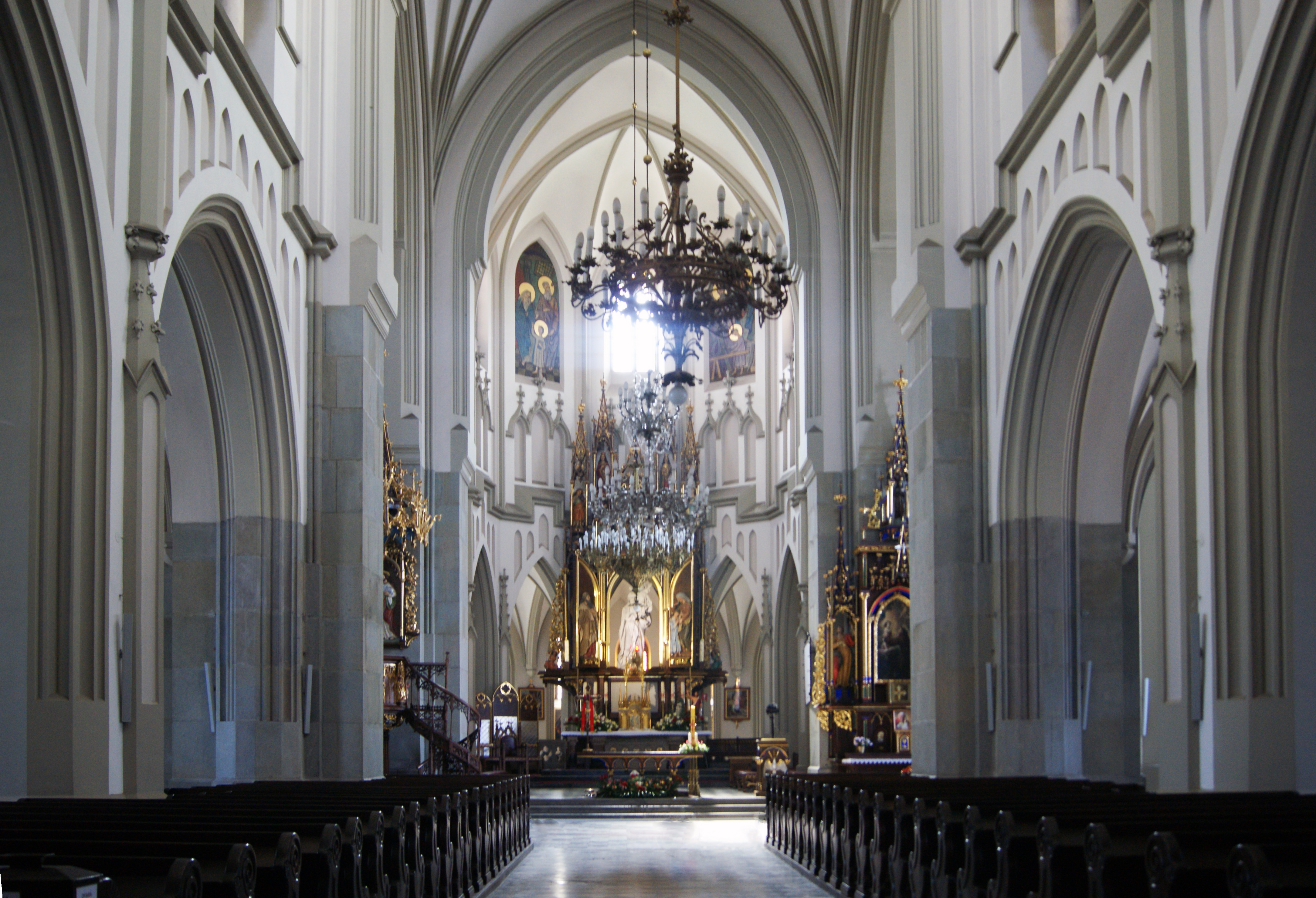
Wnętrze kościoła
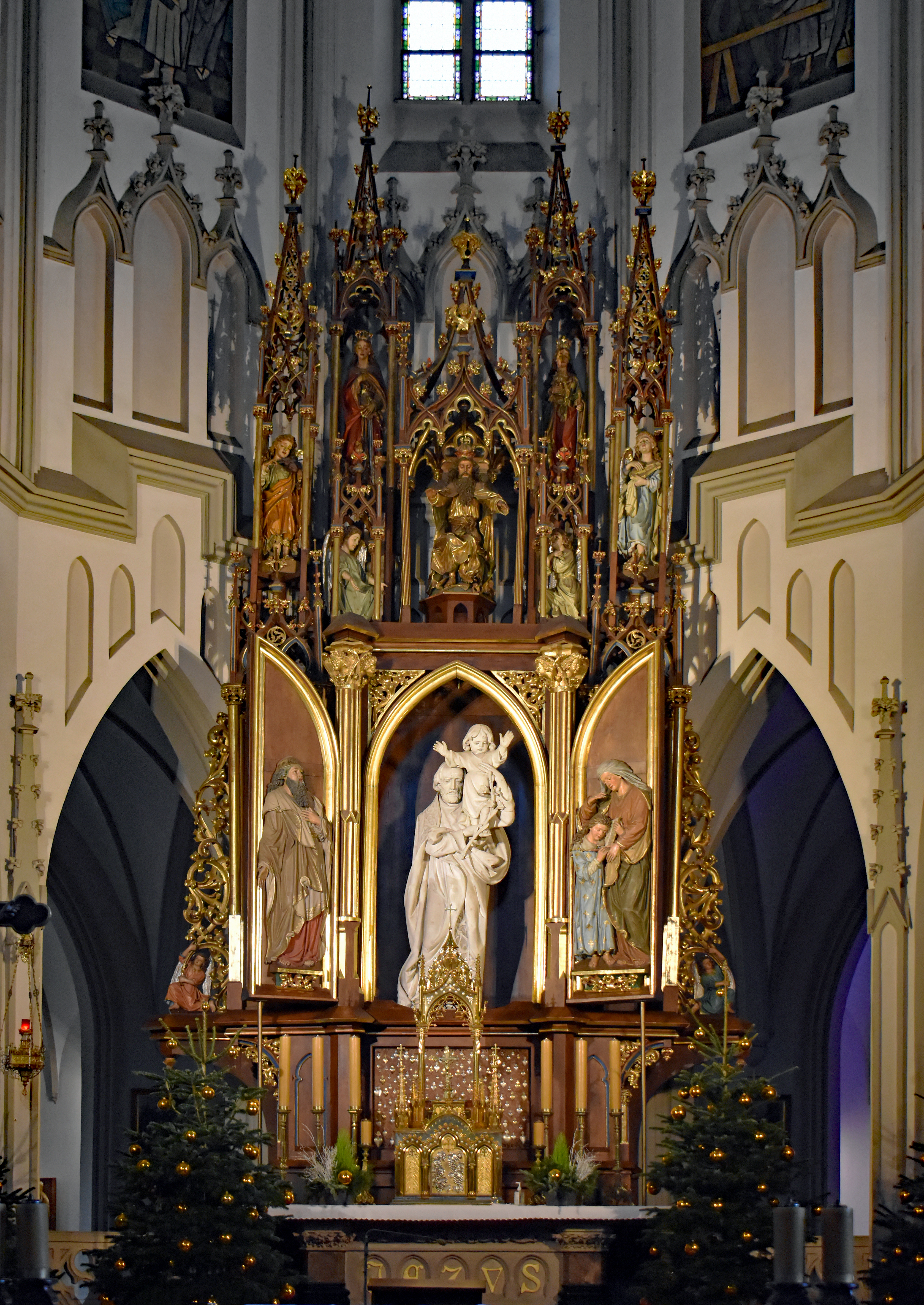
Ołtarz główny
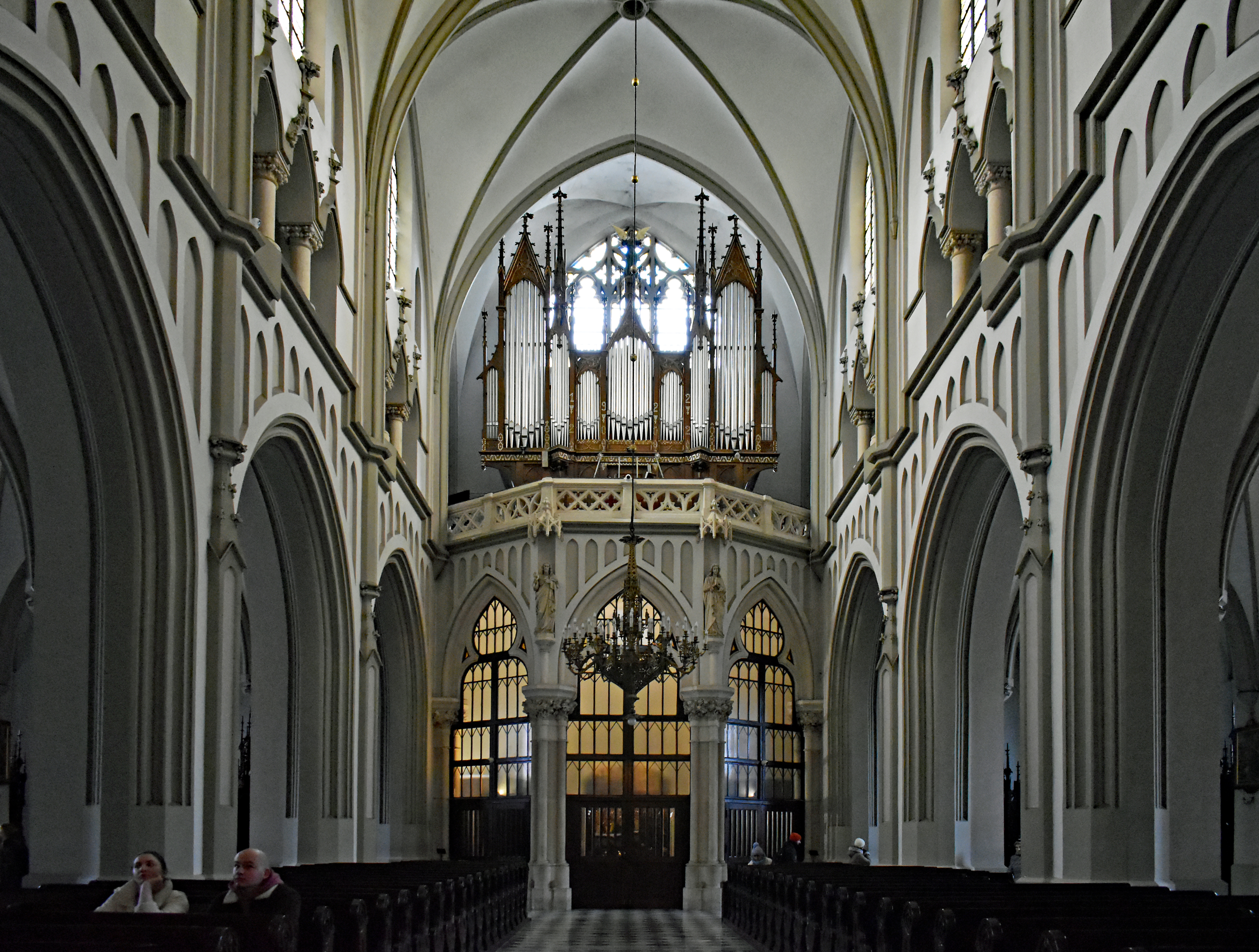
Wnętrze, chór i organy